# Новохопёрск (станция)
Новохопёрск — железнодорожная станция Лискинского региона Юго-Восточной железной дороги в посёлке Новохопёрском Воронежской области.

## Деятельность
На станции осуществляются:
- продажа пассажирских билетов;
- приём и выдача багажа;
- приём и выдача вагонных грузов (имеются открытые площадки, подъездные пути, крытые склады).

Фотогалерея
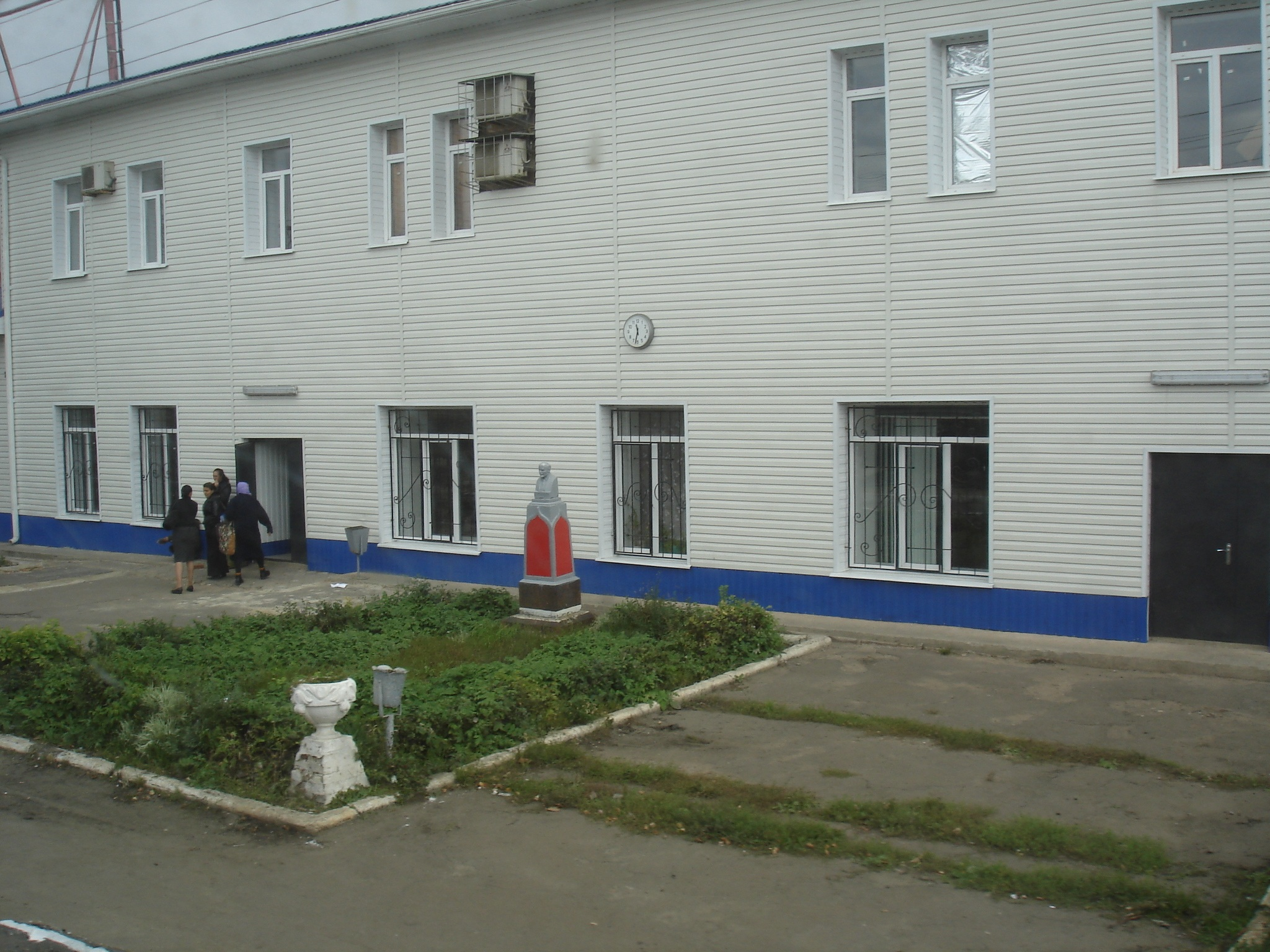
Здание станции после ремонта, 2012 год
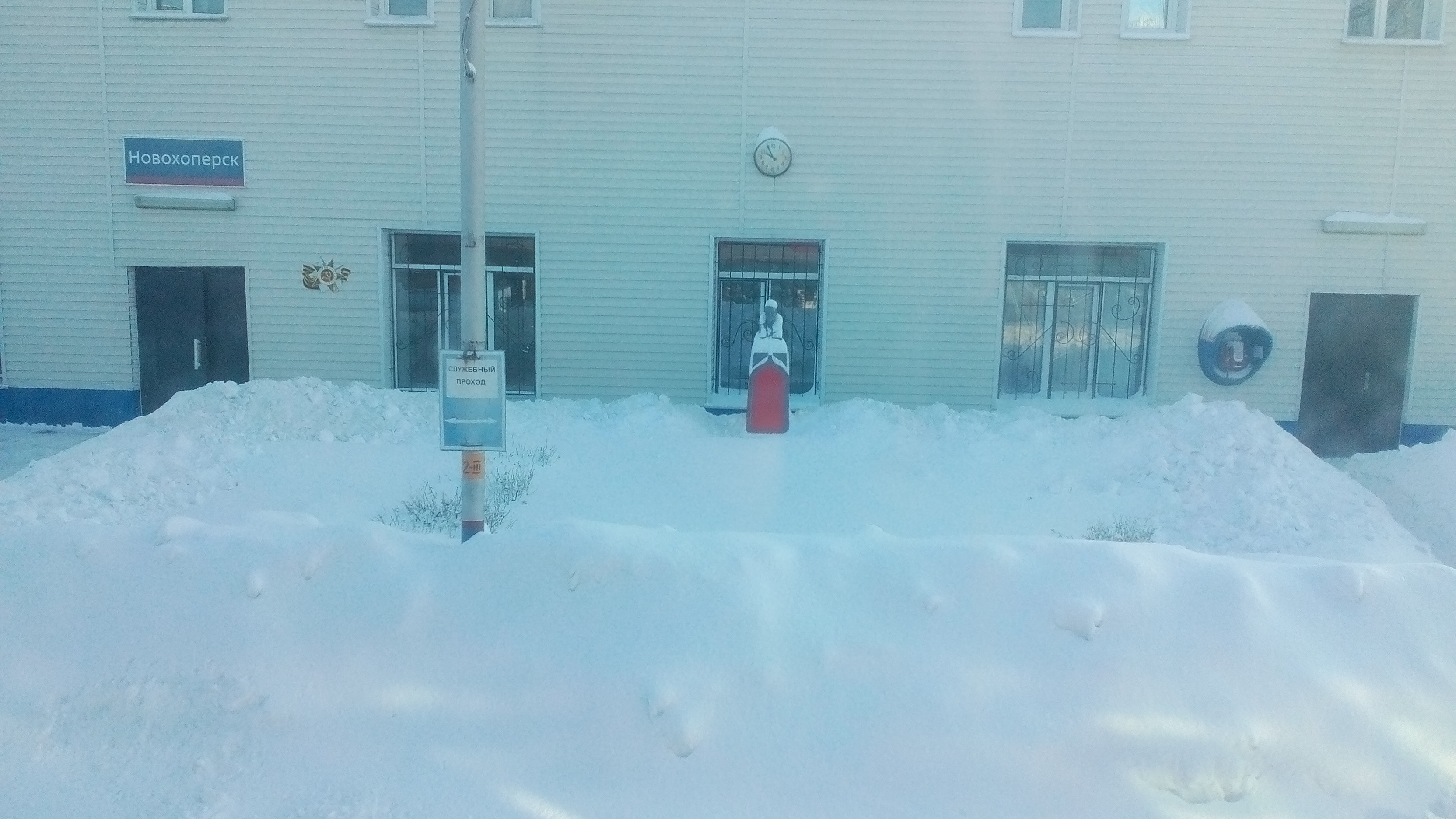
Станция зимой 2019 года

## История
Современная железнодорожная станция Новохопёрск сохранила первоначальное название и местонахождение. Вокзал сначала выстроили деревянным, затем, в XX веке ему на смену поднялось кирпичное здание.
Первыми железнодорожниками в Новохопёрском уезде становились приезжие рабочие и специалисты, крестьяне близлежащих сёл и деревень Садовки, Пыховки, Русановой, а также мастеровитые жители Новохопёрска. Бараки для железнодорожников строились неподалёку от станции. Они стали основой для возникновения Привокзальной улицы,  первой жилой застройки рабочего посёлка Новохопёрского. На территории станции стали появляться складские помещения. Торговые грузы, транспортируемые в любое время года, неизменно росли в объёмах.

## Дальнее следование по станции
По графику 2024/2027 годов через станцию курсируют следующие поезда дальнего следования:

### Круглогодичное движение поездов
| № поезда    | Маршрут движения            | № поезда    | Маршрут движения            |
| ----------- | --------------------------- | ----------- | --------------------------- |
| 75 «Таврия» | Омск — Симферополь          | 76 «Таврия» | Симферополь — Омск          |
| 111         | Орск — Кисловодск           | 112         | Кисловодск — Орск           |
| 115         | Томск — Адлер               | 116         | Адлер — Томск               |
| 117         | Самара — Адлер              | 118         | Адлер — Самара              |
| 139         | Барнаул — Адлер             | 140         | Адлер — Барнаул             |
| 309         | Воркута — Адлер             | 310         | Адлер — Воркута             |
| 311         | Воркута — Новороссийск      | 312         | Новороссийск — Воркута      |
| 325         | Пермь — Новороссийск        | 326         | Новороссийск — Пермь        |
| 335         | Екатеринбург — Новороссийск | 336         | Новороссийск — Екатеринбург |

### Сезонное движение поездов
| № поезда | Маршрут движения                              | № поезда | Маршрут движения                              |
| -------- | --------------------------------------------- | -------- | --------------------------------------------- |
| 203      | Томск — Анапа                                 | 204      | Анапа — Томск                                 |
| 233      | Екатеринбург — Имеретинский курорт            | 234      | Имеретинский курорт — Екатеринбург            |
| 289      | Екатеринбург — Анапа                          | 290      | Анапа — Екатеринург                           |
| 473      | Самара — Анапа                                | 474      | Анапа — Самара                                |
| 475      | Казань — Имеретинский курорт                  | 476      | Имеретинский курорт — Казань                  |
| 487      | Самара — Сухум                                | 488      | Сухум — Самара                                |
| 501      | Киров — Анапа                                 | 502      | Анапа — Киров                                 |
| 507      | Ижевск — Новороссийск                         | 508      | Новороссийск — Ижевск                         |
| 549      | Тольятти — Адлер                              | 550      | Адлер — Тольятти                              |
| 583      | Казань — Анапа                                | 584      | Анапа — Казань                                |
| 587      | Москва — Имеретинский курорт                  | 588      | Имеретинский курорт — Москва                  |
| 591      | Приобье — Пермь — Анапа                       | 592      | Анапа — Пермь — Приобье                       |
| 595      | Новый Уренгой — Тюмень — Екатеринбург — Анапа | 596      | Анапа — Екатеринбург — Тюмень — Новый Уренгой |